# Selo pri Radohovi vasi
Selo pri Radohovi vasi – wieś w Słowenii, w gminie Ivančna Gorica. W 2018 roku liczyła 33 mieszkańców.